# Regaty Sydney-Hobart 2009

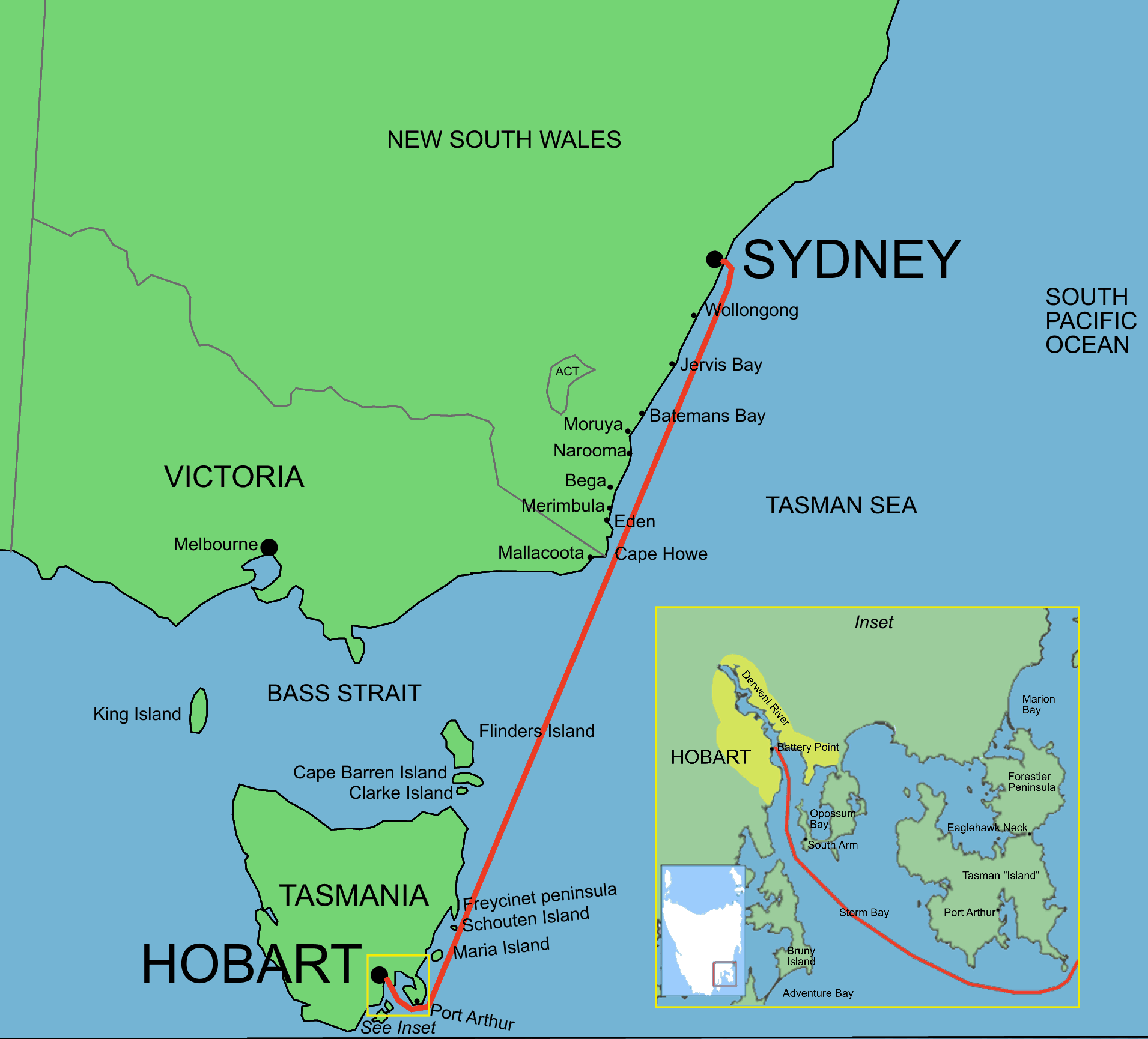
Trasa rejsu regat.

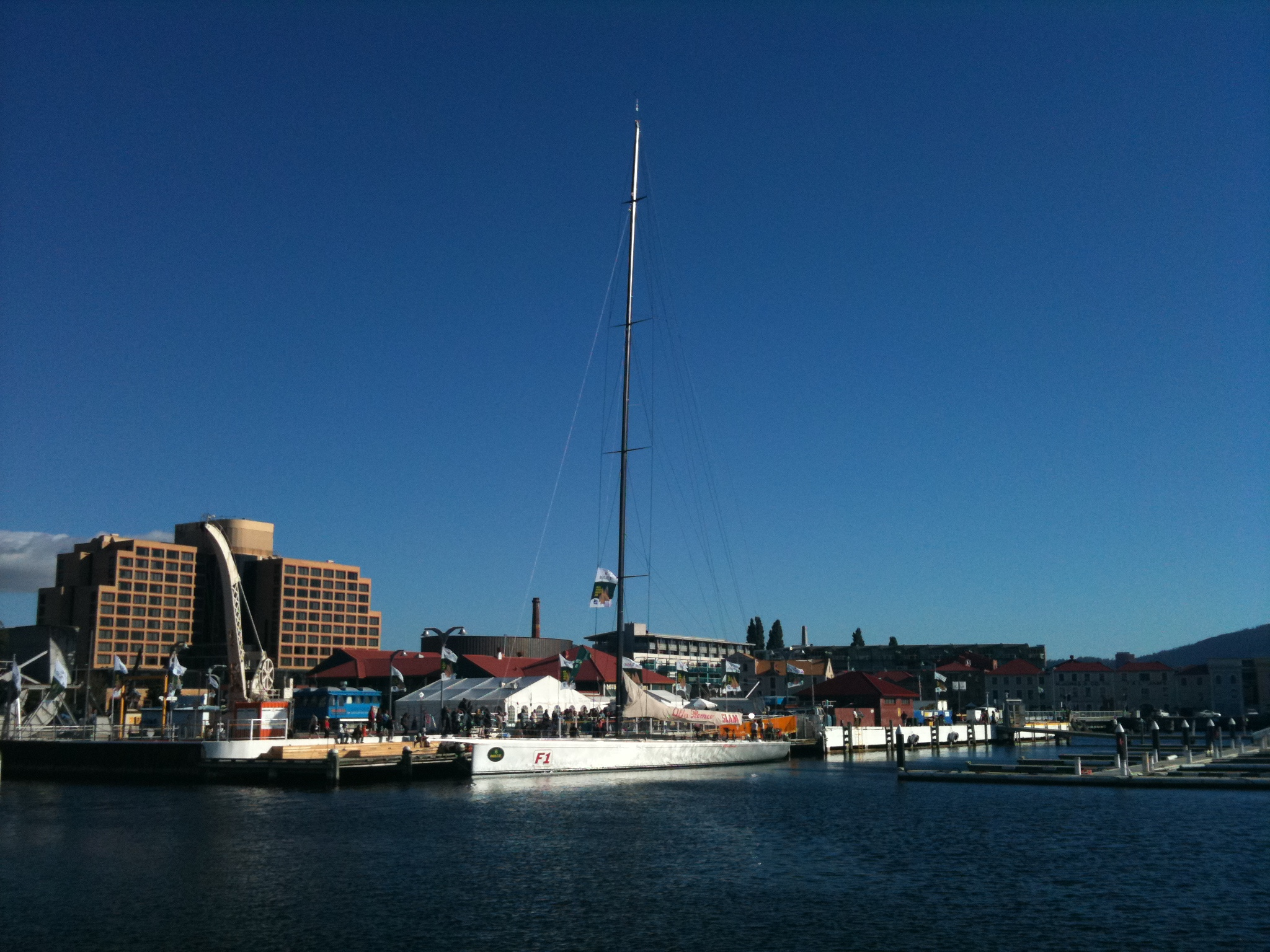
Jacht Alfa Romeo II zadokowany w Hobart dzień po ukończeniu regat.

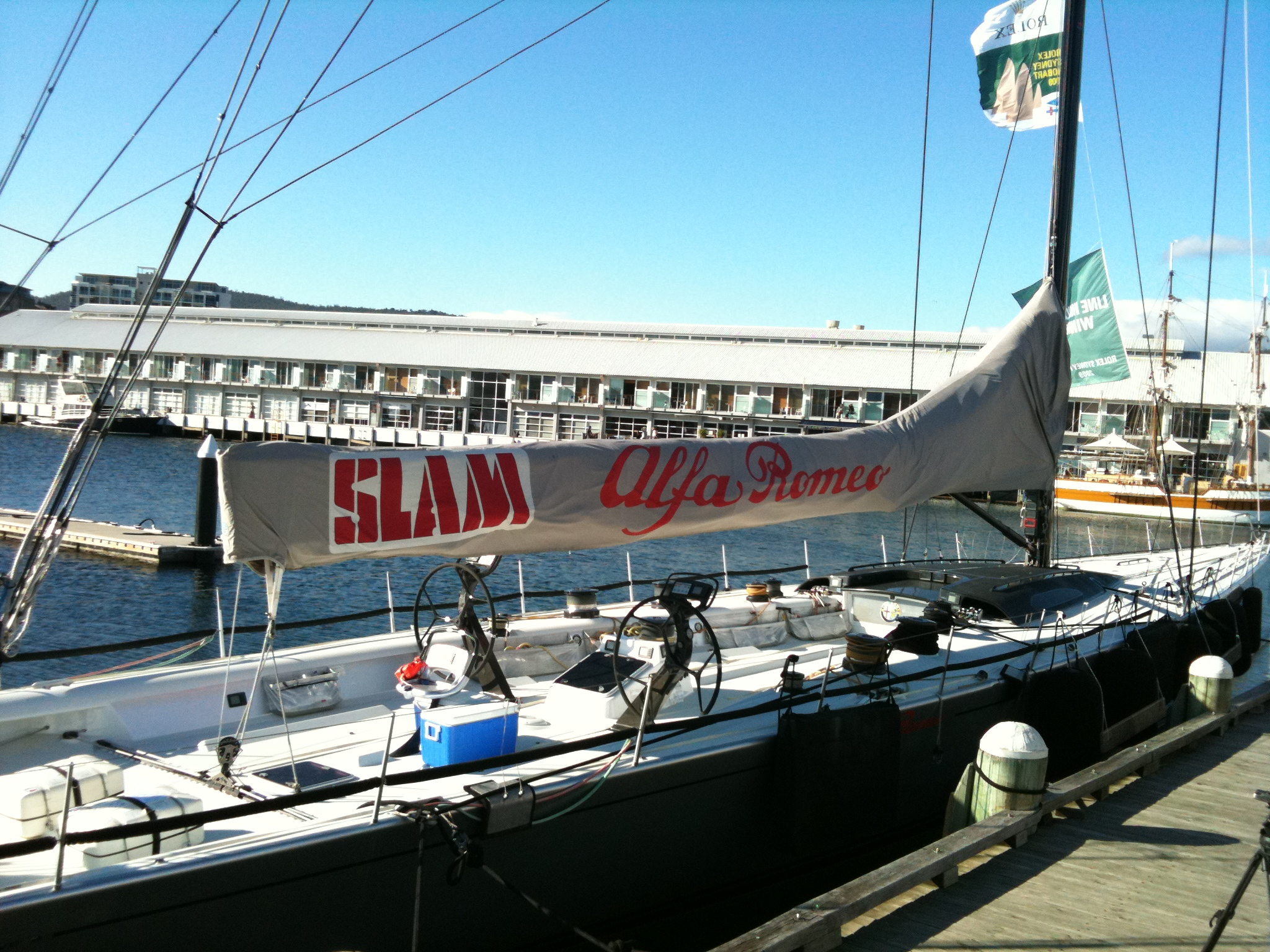
Pokład jachtu Alfa Romeo II.

Regaty Sydney-Hobart 2009 – 65. edycja regat żeglarskich Sydney-Hobart, w której udział wzięło 99 załóg. Regaty sponsorowane były przez producenta zegarków na rękę Rolex. Zwyciężyła nowozelandzka załoga Alfa Romeo II, która wygrywając te regaty odniosła 146. zwycięstwo wśród żeglarskich regat-klasyków. Tytułu sprzed roku nie obroniła załoga Wild Oats XI. Zawody trwały w dniach 26 grudnia–28 grudnia.

## Rezultaty

### Klasyfikacja Line Honours (najlepsza 10)
| Poz. | Nr jachtu | Jacht          | Stan/Państwo          | Typ jachtu              | Różnica w metrach | Skipper           | Czas dni:godz.:min.:sek.: |
| ---- | --------- | -------------- | --------------------- | ----------------------- | ----------------- | ----------------- | ------------------------- |
| 1    | NZL80     | Alfa Romeo II  | Nowa Zelandia         | Reichel/Pugh Maxi       | 30.48             | Neville Crichton  | 2:09:02:10                |
| 2    | 10001     | Wild Oats XI   | Nowa Południowa Walia | RP100                   | 30.48             | Mark Richards     | 2:11:05:34                |
| 3    | GBR1R     | ICAP Leopard   | Wielka Brytania       | Farr Maxi               | 30.48             | Mike Slade        | 2:16:45:46                |
| 4    | NZL99999  | Investec LOYAL | Tasmania              | Greg Elliot Maxi        | 30.48             | Sean Langman      | 2:18:34:33                |
| 5    | GBR7236R  | Ran            | Wielka Brytania       | JV 72                   | 21.90             | Tim Powell        | 2:20:27:55                |
| 6    | AUS 03    | Ichi Ban       | Nowa Południowa Walia | Jones 70                | 21.50             | Matt Allen        | 2:21:37:56                |
| 7    | AUS1111   | YuuZoo         | Nowa Południowa Walia | Simonis Voogd Maxi      | 27.38             | Ludde Ingvall     | 3:00:05:05                |
| 8    | 10081     | Lahana         | Nowa Południowa Walia | Bakewell-White 30m Maxi | 30.00             | Peter Millard     | 3:03:13:07                |
| 9    | AUS60000  | Loki           | Nowa Południowa Walia | Reichel Pugh 63         | 16.20             | Stephen Ainsworth | 3:06:41:37                |
| 10   | 6952      | Shogun         | Wiktoria              | Judel Vrolijk JV 52     | 15.85             | Rob Hanna         | 3:08:16:03                |

### KlasyfikacjaHandicap(najlepsza 10)
| Poz. | Nr jachtu | Jacht                     | Stan/Państwo          | Typ jachtu | Różnica w metrach | Skipper                     | Poprawiony czas d:godz.:min.:sek.: |
| ---- | --------- | ------------------------- | --------------------- | ---------- | ----------------- | --------------------------- | ---------------------------------- |
| 1    | YC400     | Two True                  | Australia Południowa  | First 40   | 12.24             | Andrew Sales                | 4:07:57:43                         |
| 2    | SM4       | Wicked                    | Wiktoria              | First 40   | 12.24             | Mark Welsh                  | 4:08:39:08                         |
| 3    | 6081      | Next                      | Nowa Południowa Walia | Sydney 38  | 11.78             | Ian Mason                   | 4:09:48:54                         |
| 4    | 6073      | Swish                     | Nowa Południowa Walia | Sydney 38  | 11.78             | Steven Proud                | 4:10:17:42                         |
| 5    | 360       | Patrice Six               | Nowa Południowa Walia | X41        | 12.35             | Tony Kirby                  | 4:10:24:32                         |
| 6    | GBR7236R  | Ran                       | Wielka Brytania       | JV 72      | 21.90             | Niklas Zennstrom Tim Powell | 4:10:48:21                         |
| 7    | 8289      | Zephyr Hamilton Elevators | Nowa Południowa Walia | Farr 1020  | 10.20             | James Connell               | 4:10:52:27                         |
| 8    | ESP7100   | Charisma                  | Hiszpania             | S&S 57     | 17.02             | Alejandro Perez Calzada     | 4:10:55:59                         |
| 9    | 35        | Imagination               | Nowa Południowa Walia | First 47.7 | 14.50             | Robin Hawthorn              | 4:11:15:36                         |
| 10   | M6        | Tow Truck                 | Nowa Południowa Walia | Ker 11.3   | 11.44             | Anthony Paterson            | 4:11:16:18                         |